# Мађарлак
Мађарлак (мађ. Magyarlak) град је у западној Мађарској. Мађарлак је насељено место у оквиру жупаније Ваш.

## Име
Мађарлак је настао спајањем два суседна села 1935, спајањем Мађарлака и Харомхаза. Порекло Мађарлака и Харомхаза сеже у средњи век.

### Харомхаз
Име Харомхаз се први пут може наћи у списима из 1528. године.

### Мађарлак
Мађарлак се први пут помиње у писаним изворима 1354 године у облику „Лак“. Ознака „Мађари“ се јавља већ 1692 у списима судског поступка, а затим полако замењује претходне називе.

## Становништво
Током пописа 2011. године, 86,6% становника изјаснило се као Мађари, 2% као Словенци, 1,9% као Немци, 0,3% као Румуни и 4,9% као Роми (13,2% се није изјаснило; због двојног идентитета, укупан број може бити већи од 100%). Верска дистрибуција је била следећа: римокатолици 79,3%, реформисани 0,9%, лутерани 0,5%, без вероисповести 0,8% (18,5% се није изјаснило).